# Syllegomydas maroccanus
Syllegomydas maroccanus is een vliegensoort uit de familie Mydidae. De wetenschappelijke naam van de soort is voor het eerst geldig gepubliceerd in 1928 door Séguy.
De soort komt voor in Marokko.